# Ludwigsparkstadion
Das Ludwigsparkstadion ist ein Fußballstadion im Stadtteil Malstatt der saarländischen Landeshauptstadt Saarbrücken, das überwiegend für Spiele des Fußballvereins 1. FC Saarbrücken genutzt wird. Der weitläufige Ludwigspark wurde von 2015 bis 2021 für 46,5 Mio. Euro (ursprünglich 16 Mio. Euro) in ein reines Fußballstadion (ohne Leichtathletikanlage) mit dicht am Spielfeldrand liegenden Tribünen umgebaut.

## Namensgebung
Der für das Stadion namensgebende Ludwigspark ist ein ehemaliger Schlosspark, der unter Fürst Ludwig von Nassau-Saarbrücken im 18. Jahrhundert angelegt wurde und 1793 von einfallenden französischen Revolutionstruppen größtenteils zerstört wurde. Einige Überreste des Parks sind erhalten und auf einem kurzen Wanderweg (Spaziergang Ludwigspark) sichtbar. Auf einem Teil dieses Parks wurde das Stadion errichtet und nach ihm benannt.

## Geschichte

### Der alte Ludwigspark
Das Stadion wurde am 2. August 1953 eröffnet und war mit einem Fassungsvermögen von 35.303 Zuschauern (davon 8.303 Sitzplätze) bis zum Umbau das größte Fußballstadion des Saarlandes. Am 28. März 1954 war das Ludwigsparkstadion Austragungsort des Länderspiels (WM-Qualifikation) des damals eigenständigen Saarlands gegen Deutschland (1:3) – vor der Rekordkulisse von 53.000 Zuschauern. Am 5. Juni 1954 gastierte die uruguayische Fußballnationalmannschaft im Stadion und brachte der saarländischen Fußballnationalmannschaft mit 1:7 die höchste Niederlage in ihrer Länderspielgeschichte bei. Es war am 29. Mai 1993 letztmals Austragungsort einer Partie der Bundesliga zwischen dem 1. FC Saarbrücken und dem VfB Stuttgart (1:4).
In der Saison 2013/14 trug die SV Elversberg ihre ersten fünf Heimspiele im Ludwigsparkstadion aus, da das Waldstadion Kaiserlinde umgebaut wurde.
Der 1. FC Saarbrücken trug sein letztes Spiel vor dem Umbau im Dezember 2015 aus. Nach der Winterpause der Saison 2015/16 wurden die Heimspiele im Hermann-Neuberger-Stadion in Völklingen ausgetragen.

### Der Neubau
Innerhalb des Areals des alten Saarbrücker Ludwigsparks wurde ein Stadionneubau errichtet. Der Neubau bietet Platz für 16.003 Zuschauer, wobei ein späterer Ausbau der Kapazität auf 18.017 Plätze möglich ist. Ursprünglich waren Baukosten von 16 Millionen Euro geplant.
Die Abrissarbeiten der alten Tribünen haben am 18. Februar 2016 begonnen und wurden im Herbst 2016 abgeschlossen. Auf Grund unerwarteter Kostensteigerungen wurde im Frühjahr 2017 ein Baustopp verhängt. Die Stadt Saarbrücken ging von acht Mio. Euro Mehrkosten aus. Dies würde die Endsumme auf 28 Mio. Euro steigern.
Am 22. August 2018 wurde der Grundstein für das neue Stadion gelegt. Die Fertigstellung war, gemeinsam mit der neuen Süd- und Osttribüne, für August 2019 geplant. Der Neubau der vier Tribünen begann im Oktober 2018.
Nach der europaweiten Ausschreibung für die Betonfertigteile wurde nur ein Angebot abgegeben, das auch nach Nachverhandlungen weit über den veranschlagten Kosten lag. Am 30. Oktober 2018 stimmte der Saarbrücker Stadtrat einer Vergabe zu. Die zu erwartende Gesamtbausumme erhöhte sich auf 30,5 Mio. Euro, als „noch einzuhaltender Fertigstellungstermin“ für das Stadion wurde Anfang 2020 genannt. Neuere Kostenschätzungen gingen im Januar 2019 von einem Volumen in Höhe von 34 Millionen Euro aus, im Februar bereits von 38 Millionen Euro.
Am 19. Februar 2019 stimmte der Stadtrat dem Finanzkonzept zu. Zwei Wochen zuvor wurde ein Sonderkredit von sechs Millionen Euro abgelehnt. Der neue Ludwigspark kann weitergebaut werden und die Stadt zahlt weitere acht Millionen Euro. Es muss noch geklärt werden, woher die bis zum Sommer 2019 ausstehenden zwei Millionen Euro kommen sollen. Durch die Kostenexplosion des Bauprojekts forderte Peter Strobel (CDU), saarländischer Finanzminister, von der Stadt ein Vermarktungskonzept für den Neubau. Es wurde die weitere Entwicklung beobachtet und permanente Berichterstattung an das Ministerium gefordert.
Am 3. Juni 2019 wurde damit begonnen, die 37 Meter hohen Masten der Flutlichtanlage zu demontieren. Den Plan, die Kunstlichtanlage vor Ort zu sanieren, hatte die Stadt nach einer Prüfung als wenig sinnvoll wieder verworfen. Die Masten wurden in jeweils vier Teile zerlegt, bei einem Stahlbauunternehmen instand gesetzt und der Korrosionsschutz erneuert. Nach rund einem Monat sollte die Anlage wieder an der Stadionbaustelle stehen.
Eine weitere Kostensteigerung wurde Ende Oktober 2019 bekannt. Um weitere drei Mio. Euro stieg die Summe auf 41 Mio. Euro. Die für den November vorgesehene Montage der Tribünendächer verzögerte sich um einige Monate. Ein neuer Termin war für Februar 2020 geplant. Zeitintensive statische Prüfungen, die vor der Fertigung und dem Verbau der Stahleinbauteile des Daches sowie der Membrane durchgeführt werden mussten, so die Begründung. Des Weiteren, gab die Stadt Saarbrücken an, traten technische Schwierigkeiten bei vorausgehenden Bauarbeiten auf, wodurch die Stahlbauteile des Daches angepasst werden mussten.
Anfang Februar 2020 mussten die Baukosten abermals nach oben korrigiert werden. Die zuletzt genannten 41 Mio. Euro steigerten sich um weitere 5,5 Mio. auf 46,5 Mio. Euro. Darüber hinaus stand die Fertigstellung im Sommer 2020 in Frage. Sollte der 1. FC Saarbrücken in die 3. Fußball-Liga 2020/21 aufsteigen, stünde der Club ohne geeignetes Stadion da. Im Saarland gab es keine Spielstätte, die die Anforderungen der Liga erfüllte. Würde der Termin nicht eingehalten werden können, müssten in einem anderen Stadion große Investitionen getätigt werden. Ein Ausweichen in ein Stadion im nahen Frankreich war nicht möglich, weil die Partien in Deutschland ausgetragen werden müssen. Bis Anfang März 2020 musste die Lizenz zur dritten Liga eingereicht und ein Stadion benannt werden. Der Stadtrat bewilligte die zusätzlichen 5,5 Mio. Euro. Bei den Planungen gab es einige Fehler, wodurch sich die anfänglichen Kosten fast verdreifacht haben. Dem Saarländischen Rundfunk lag die Stadtratsvorlage vor, auf deren Grundlage die zusätzlichen Mittel bewilligt wurden. Die sogenannten Risikozuschläge wurden deutlich zu niedrig angesetzt. Eine Polizeiwache im Ludwigspark war offenbar gar nicht geplant und schlug nun mit 665.000 Euro zu Buche. Ursprünglich sollte der Spielfeldrasen erhalten bleiben. Nach einer Prüfung eines Gutachters musste er erneuert werden. Der Kostenpunkt inklusive der Rasenheizung lag bei 800.000 Euro. Des Weiteren flossen 130.000 Euro in die Kühlanlagen der Gastronomie, 80.000 Euro in den Feuerwehrfunk und 50.000 Euro in die Zäune. Die Lautsprecheranlage wie die Flutlichter sollten mit Hubarbeitsbühnen montiert werden. Dies war so aber nicht möglich, da man die Dachhöhe einer Tribüne nicht berücksichtigt hatte. Insgesamt stiegen die Baunebenkosten um 750.000 Euro.
Zur Saison der 3. Fußball-Liga 2020/21 kehrte der 1. FC Saarbrücken in das noch unfertige Ludwigsparkstadion zurück. Das erste Pflichtspiel fand am 26. September 2020 gegen Hansa Rostock (2:0) statt. Da das Hermann-Neuberger-Stadion in Völklingen nicht den Anforderungen der 3. Liga entspricht, hätte der 1. FCS in das 200 km entfernte Frankfurt am Main wechseln müssen.
Bis 2024 spielte auch die American-Football-Mannschaft der Saarland Hurricanes im Ludwigspark. Vor der Saison 2024 zog der Club aus dem Ludwigsparkstadion aus und wird seine Heimspiele im Hermann-Neuberger-Stadion in Völklingen bestreiten.

## Blöcke im alten Stadion
Im alten Stadion war der D1-Block der traditionelle Fanblock der FCS-Fans. Allerdings wurde von einigen Fangruppen ab der Saison 2005/06 der Block E2, unter dem selbstgewählten Namen Virage Est, als Fanblock deklariert. Dadurch gab es zwei Stimmungsblöcke. Als Gästeblöcke dienten die Blöcke C1 und C2, wobei C2 nur bei großem Andrang geöffnet wurde. Sitzplätze gab es auf der Haupttribüne und auf der Gegentribüne. Die dortige Vortribüne wurde teilweise als Platz für Rollstuhlfahrer verwendet.

## Galerie

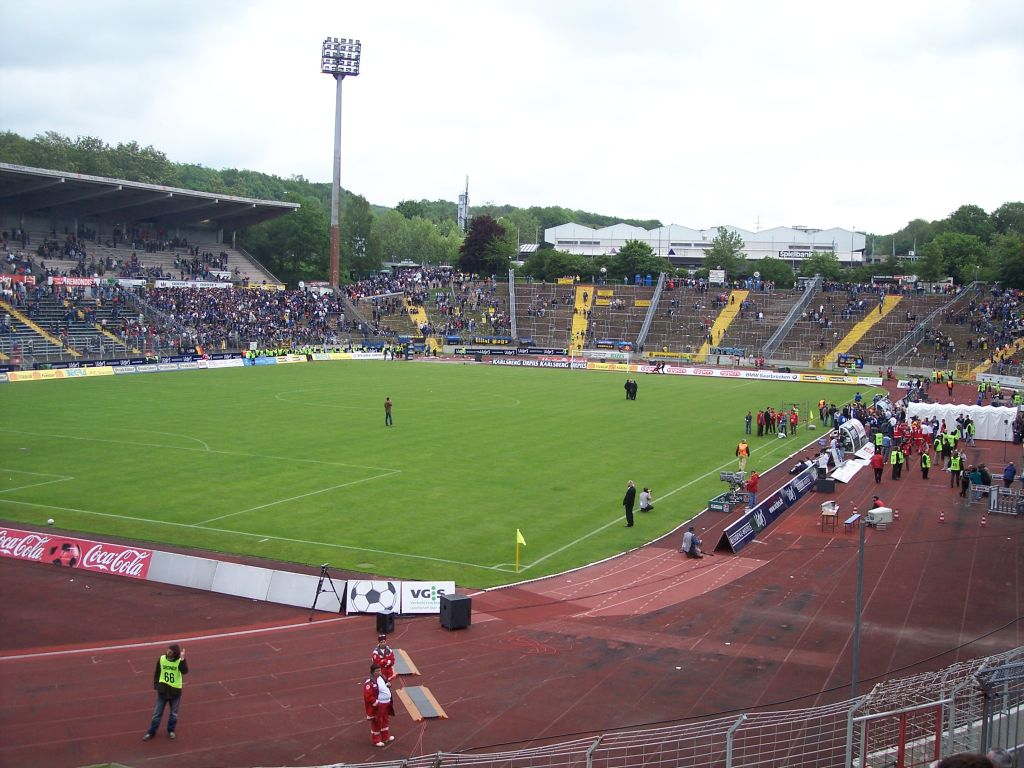
Gegentribüne und D-Block 2005
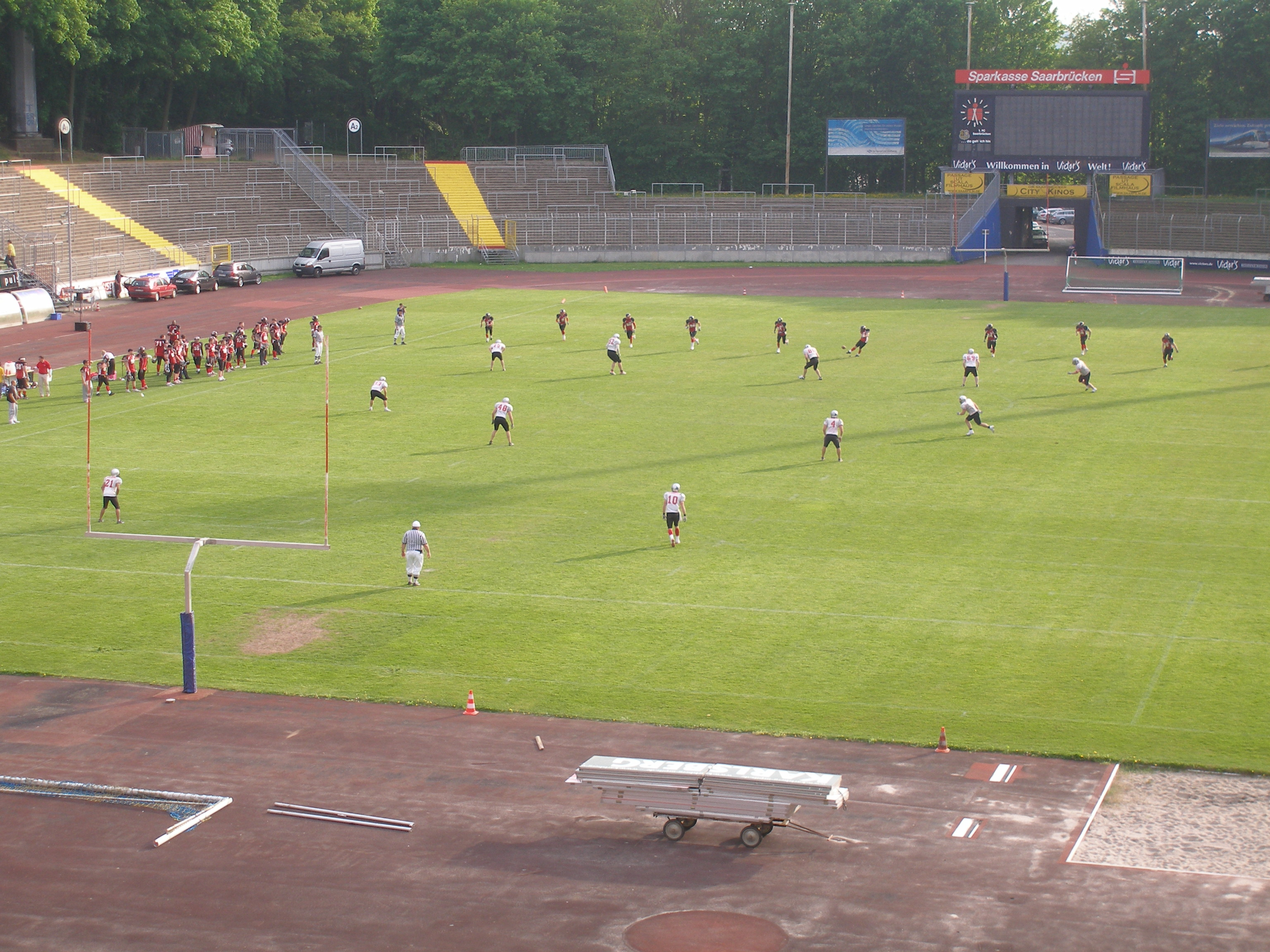
Spiel der German Football League 2 zwischen den Saarland Hurricanes und den Franken Knights im Ludwigspark 2009
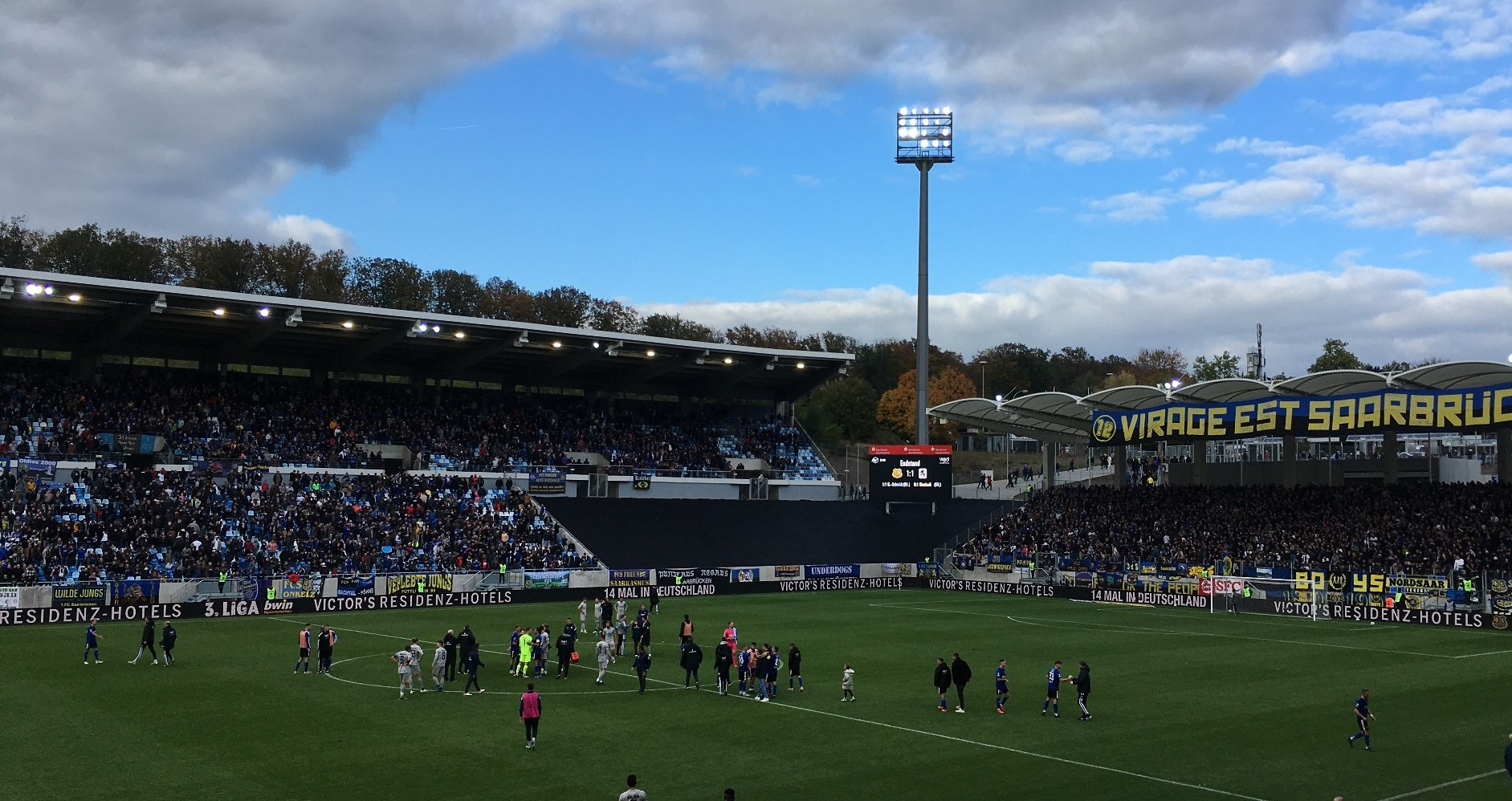
Blick auf Gegen- und Fantribüne 2021